# Торпедо (стадион, Тольятти)

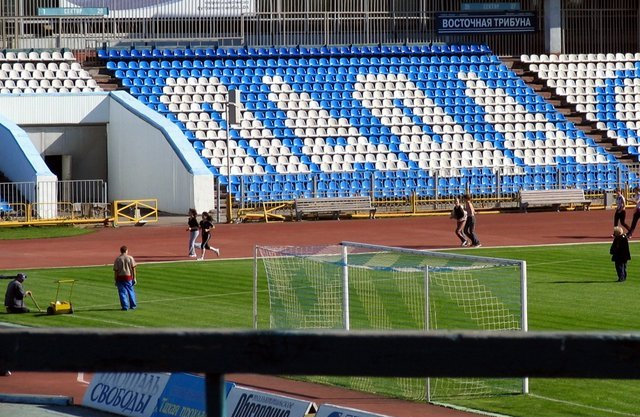

Стадион «Торпе́до» — многофункциональный стадион, расположенный в Автозаводском районе города Тольятти, Самарской области. В основном используется для проведения футбольных матчей. Является домашним полем футбольного клуба «Лада-Тольятти».
Включает в себя футбольное поле с подогревом и искусственным орошением, 8 беговых дорожек, легкоатлетические секторы, залы ОФП и тяжелой атлетики. Малая спортивная арена — это зал на 16400 посадочных мест, крытый каток, работающий с сентября по май. В состав сооружений комплекса входят открытый хоккейный и теннисные корты, 6 стандартных футбольных полей. Расположен вдоль улицы Спортивная и Революционная. На большой арене проводят концерты звёзд эстрады и культуры.
С 1974—2010 год являлся собственностью АВТОВАЗа, в настоящее время находится в собственности и управлении муниципалитета администрации города Тольятти. В период 1994—2009 годов стадионом руководил отставной генерал-майор Анатолий Кусков.
В 2018 году сборная Швейцарии выбрала Тольятти в качестве свой базы для квартирования и подготовки к чемпионату мира 2018 года. В связи с этим на стадионе был произведён капитальный ремонт. Международной федерацией футбола поле стадиона «Торпедо» было признано одним из лучших (тренировочных) в России.
В 2025 году ФК «Акрон» подписал концессионное соглашение с администрацией города о реконструкции стадиона для строительства тренировочной базы «Акрон-Арена», директором стадиона назначен футболист Станислав Крицюк.